# Ledkaktussläktet
Ledkaktussläktet (Tephrocactus) är ett  växtsläkte inom familjen kaktusar med sex arter. De förekommer naturligt i Sydamerika. Arterna kan odlas som krukväxter i Sverige men räknas som svårodlade och kräver särskilda betingelser för att trivas.

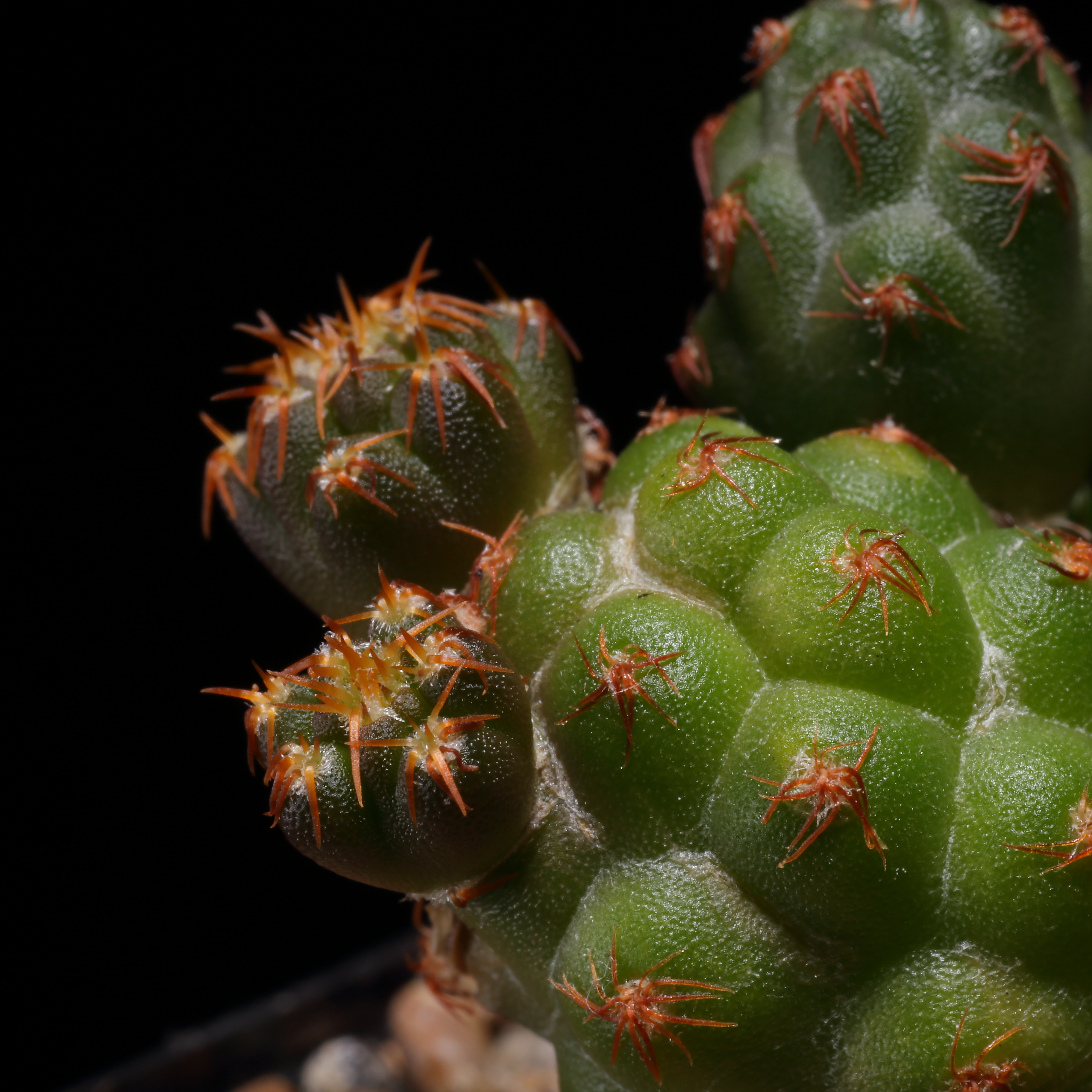
Tephrocactus bonnieae